# Torneio de tênis de Washington
O torneio de tênis de Washington compreende os eventos profissionais de tênis que acontecem ou aconteceram em Washington, D.C., nos Estados Unidos. No calendário de elite, é combinado masculino e feminino.
Atualmente, possui o nome comercial de Mubadala Citi DC Open.
Os torneios são:
- ATP de Washington, torneio masculino organizado pela Associação de Tenistas Profissionais, na categoria ATP 500;
- WTA de Washington, torneio feminino organizado pela Associação de Tênis Feminino, na categoria WTA 500.